# Iggingen
Iggingen là một thị xã nằm ở huyện Ostalbkreis, thuộc bang Baden-Württemberg, Đức.

## Dân số
- 1939:	  952
- 1961:	1.412
- 1987:	1.959
- 1997:	2.385
- 2006:	2.586